# Lesní bar (Adamov)
Místo setkání je turistická zajímavost nacházející se v přírodě v Josefovském údolí v Moravském krasu v katastrálním území města Adamov v okrese Blansko.

## Historie
Bar vznikl v roce 2016 díky lidem z nedalekého bývalého hostince Švýcárna a díky neziskové organizaci Modrý kámen.

## Popis
Podobný projekt je v rámci České republiky zatím spíše výjimkou, a druhým lesním barem v České republice. Vznikl jako pokus o vytvoření místa důvěry pro poutníky místní krajinou. Nebyl budován na základě žádné předlohy třemi kamarády (tvůrci: Robby Kubáň, Zuzana Škopová, Martin Hlučil a spousta dalších dobrovolníků). Z blízkého Ekologického volnočasového centra Švýcárna www.svycarna.eu, které je i provozovatelem.
Místo setkání u Adamova je lesní posezení, kde má kolemjdoucí turista možnost posedět a obsloužit se dostupným občerstvením. K dispozici je zde i varná konvice, tudíž je možné uvařit si i teplý nápoj, nechybí ani elektrická zásuvka navíc sloužící kupříkladu k dobití mobilního telefonu. Za využité občerstvení turisté platí dobrovolné příspěvky do předem umístěné kasičky.
Bar vznikl na zarostlém cípu pozemku a jeho součástí je posezení ve spadlém kmenu stromu, bylinková zahrádka nebo kameniště. Veškeré občerstvení je k dispozici v přistavěné boudě, turisté mohou využít i malé knihovničky a lékárničky.
Je možné se sem dostat autobusovou linkou z Adamova (výstupní zastávka Habrůvka, Josefov), případně po modré turistické trase od obchodního domu v Adamově (tzv. Cyrilometodějská stezka). Bar leží také na naučné stezce Josefovské údolí a po nedaleké Josefovské ulici vede také cyklostezka č.5077. Nedaleko se také nachází národní kulturní památka Stará huť u Adamova.